# Букувно
Букувно (пол. Bukówno) — село в Польщі, у гміні Радзанув Білобжезького повіту Мазовецького воєводства.
Населення — 414 осіб (2011).

## Демографія
Демографічна структура станом на 31 березня 2011 року:
|          | Загалом | Допрацездатний вік | Працездатний вік | Постпрацездатний вік |
| -------- | ------- | ------------------ | ---------------- | -------------------- |
| Чоловіки | 220     | 64                 | 128              | 28                   |
| Жінки    | 194     | 39                 | 105              | 50                   |
| Разом    | 414     | 103                | 233              | 78                   |